# Oliver Stapleton
Pour les articles homonymes, voir Stapleton.
Oliver Stapleton (né le 12 avril 1948 à Londres) est un directeur de la photographie britannique.

## Biographie
Diplômé de l'Université du Cap en 1970 et de la National Film and Television School (NFTS), il a travaillé en Afrique du Sud où il a résidé entre 1966 et 1974, et en Grande Bretagne.
Il est membre de la  British Society of Cinematographers.

## Filmographie partielle
- 1985 : My Beautiful Laundrette
- 1987 : Prick Up Your Ears
- 1989 : Cookie
- 1990 : Les Arnaqueurs de Stephen Frears
- 1991 : L'Âge de vivre
- 1995 : Le Don du roi
- 1996 : The Van
- 1996 : Un beau jour
- 1998 : L'Objet de mon affection
- 1999 : L'Œuvre de Dieu, la Part du Diable
- 2000 : Un monde meilleur
- 2000 : Séquences et Conséquences
- 2001 : Buffalo Soldiers
- 2001 : Terre Neuve
- 2005 : Une vie inachevée
- 2007 : Le Dragon des mers : La Dernière Légende
- 2009 : La Proposition
- 2010 : No Limit, de Glen Jordan
- 2011 : Will d'Ellen Perry (en)
- 2011 : Don't Be Afraid of the Dark
- 2012 : Maman, j'ai raté ma vie
- 2016 : The Comedian de Taylor Hackford

## Nominations et récompenses
- 1986 – remporte le MTV Video Music Award for Best Cinematography pour The Sun Always Shines on T.V. de a-ha.
- nommé aux ACE Award pour Danny, the Champion of the World.
- 1990 – nommé aux Independent Spirit Award for Best Cinematography pour Earth Girls Are Easy.
- 2001 – nommé aux Camerimage Golden Frog pour Buffalo Soldiers.
- 2003 – nommé aux AFI Award pour Ned Kelly.